# セディ・リー・ワイドナー

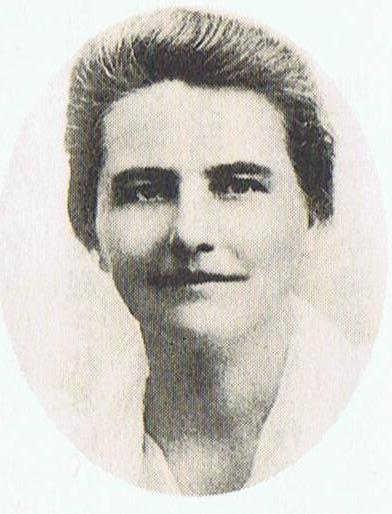
セディ・リー・ワイドナー

セディ・リー・ワイドナー（Sadie Lea Weidner、1875年-1939年12月24日）は、アメリカ合衆国ペンシルベニア州生まれの宣教師である。ムーディー聖書学院およびコロンビア大学卒業後、1900年に"合衆国・ドイツ改革派教会宣教師"として日本へと渡る。宮城学院女子大学の校長などを務める。
1918年に岐阜県大垣市で伝道活動を行い、美濃ミッションを設立。聖書信仰を守り、イエス・キリストの再臨を信じ、神社参拝を含む日本の風習がキリスト教における「偶像崇拝」であることを強調した。1933年、美濃ミッションの信徒の子弟が神社参拝を偶像崇拝として拒否したことから、激しい迫害を受けた。病に倒れ、1939年12月24日、帰国の旅路で召天。横浜港を離れた翌日だった。